# Franco Murtas
Franco Murtas (Cagliari, 4 ottobre 1930 – Cagliari, 7 settembre 2019) è stato un politico italiano, già sindaco di Cagliari per la Democrazia Cristiana e assessore regionale.
Fu il primo cittadino del capoluogo sardo dal 20 aprile 1972 al 22 agosto 1975, anno in cui rassegnò le dimissioni.